# Lan Tangi
Pour les articles homonymes, voir Tangi.
Lan Tangi, né en 1951 à Carantec, est un poète de langue bretonne, et l'un des fondateurs de Roudour avec Herve Kerrain.

## Publications
- Mousafir (prix Xavier de Langlais en 1998 et prix Imram en 2001), Mouladuriou Hor Yezh, 1997,  (ISBN 2-86863-995-X)
- Writing the Wind : A Celtic Resurgence, collectif, 1997,  (ISBN 1-883197-12-0)
- Da goulz an avaloù, Mouladuriou Hor Yezh, 2002,  (ISBN 2-86863-136-3)
- Bretagne des hautes terres, avec photographies de Gilles Pouliquen et traduit en anglais par Beverley Newman, Coop Breizh, 2003,  (ISBN 2-84346-197-9),
- Diwar an uhel, SKRID 2008
- Afrika, SKRID 2017

## Pour approfondir